# (2546) Libitina
(2546) Libitina est un astéroïde de la ceinture principale.

## Description
(2546) Libitina est un astéroïde de la ceinture principale. Il fut découvert le 23 mars 1950 à Johannesbourg par Ernest Leonard Johnson. Il présente une orbite caractérisée par un demi-grand axe de 2,60 UA, une excentricité de 0,19 et une inclinaison de 10,3° par rapport à l'écliptique.

## Compléments